# Sporobolus hintonii
Sporobolus hintonii är en gräsart som beskrevs av William Hartley. Sporobolus hintonii ingår i släktet droppgräs, och familjen gräs. Inga underarter finns listade i Catalogue of Life.